# Kammer für Arbeiter und Angestellte
De Kammer für Arbeiter und Angestellte of Arbeiterkammer (Nederlands: Kamer voor Arbeiders en Werknemers, AK) is een organisatie in Oostenrijk die de belangen van ca. 3.000.000 arbeiders, werknemers en consumenten behartigt. Voor de meeste werknemers in Oostenrijk is lidmaatschap van een bij de Arbeiterkammer aangesloten belangenvereniging verplicht. De Arbeiterkammer of de in dit orgaan vertegenwoordigende verenigingen zijn overigens geen vakbonden; lidmaatschap van een vakbond is in Oostenrijk namelijk niet verplicht en geschiedt op vrijwillige basis. Wel onderhouden de in de Arbeiterkammer vertegenwoordigde verenigingen nauwe contacten met vakbonden en de overkoepelende vakvereniging Österreichischer Gewerkschaftsbund (ÖGB).

## Sozialpartnerschaft
De Arbeiterkammer maakt deel uit van het op het corporatisme geschroeide systeem van Sozialpartnerschaft ("Sociaal Partnerschap"), dat een belangrijke rol speelt in het vaststellen van lonen en prijzen. Aan organisaties die deel uitmaken van het Sozialpartnerschaft zijn de Wirtschaftskammer (Economische Kamer, voor werkgevers), de Landwirtschaftskammern (Landbouwkamers, voor agrariërs) en de al genoemde koepel van vakorganisaties ÖGB.

## Verkiezingen
Om de vijf jaar wordt de samenstelling van de Arbeiterkammer vastgesteld middels verkiezingen. In iedere deelstaat kiezen de aangesloten leden een plenum dat op haar beurt de vertegenwoordigers van de Arbeiterkammer kiezen. De Arbeiterkammer bestaat uit verschillende fracties. De sociaaldemocratische Fraktion Sozialdemokratischer Gewerkschafter (FSG) vormt traditioneel de grootste fractie. Bij de verkiezingen van 2014 kreeg de FSG ruim 57% van de stemmen. De tweede fractie in de Arbeiterkammer wordt gevormd door de christendemocratische Österreichischer Arbeitnehmerinnen- und Arbeitnehmerbund (ÖAAB) die in 2014 21% van de stemmen kreeg.
| Verkiezingen Arbeiterkammer 2014 | Verkiezingen Arbeiterkammer 2014 | Verkiezingen Arbeiterkammer 2014 | Verkiezingen Arbeiterkammer 2014 | Verkiezingen Arbeiterkammer 2014 | Verkiezingen Arbeiterkammer 2014 |
| Fractie                          | Fractie                          | Mandaten                         | Percentage                       | Verschil                         |                                  |
| -------------------------------- | -------------------------------- | -------------------------------- | -------------------------------- | -------------------------------- | -------------------------------- |
|                                  | FSG                              | 489                              | 57,16%                           | 1,35%                            |                                  |
|                                  | ÖAAB                             | 185                              | 21,03%                           | 3,91%                            |                                  |
|                                  | FA                               | 81                               | 9,68%                            | 0,97%                            |                                  |
|                                  | AUGE/UG                          | 47                               | 6,01%                            | 1,33%                            |                                  |
|                                  | Overigen                         | 38                               | 6,12%                            | 0,26%                            |                                  |
| Totaal                           | Totaal                           | 840                              | 100%                             |                                  |                                  |

## Deelstaten
Ieder van de negen deelstaten van Oostenrijk kent ook een eigen Arbeiterkammer.

## Voorzitter
De huidige voorzitter van de Arbeiterkammer is Rudolf Kaske (FSG/SPÖ).